# Zuzana Mauréry
Zuzana Mauréry (ur. 23 września 1968 w Bratysławie) – słowacka aktorka i piosenkarka. Pięciokrotna kandydatka do krajowych nagród filmowych i dwukrotna zdobywczyni nagrody Slnko v sieti w głównej kategorii aktorek, jest członkiem rzeczywistym Słowackiej Akademii Filmowo-Telewizyjnej.
W 2016 roku otrzymała Krištáľové krídlo.